# Wegenstedt
Wegenstedt is een plaats en voormalige gemeente in de Duitse deelstaat Saksen-Anhalt, en maakt deel uit van de Landkreis Börde.
Wegenstedt telt 389 inwoners.